# Futsal nos Jogos Sul-Americanos de 2018
As competições de futsal nos Jogos Sul-Americanos de 2018 ocorreram entre 26 de maio e 8 de junho em um total de 2 eventos. As competições aconteceram em quatro sedes: Coliseo de Chipiriri em Villa Tunari; Coliseo de Entre Ríos em Entre Ríos; Coliseo de Puerto Villarroel em Puerto Villarroel e Coliseo Municipal de Chimoré em Chimoré, Bolívia.

## Forma de disputa
As competições de futsal foram disputadas por atletas sem restrição de idade, sendo que no máximo 14 poderiam ser inscritos por equipe. O torneio masculino foi disputado por seis equipes e o feminino por cinco. Ambos foram compostos de em grupo único, no sistema de pontos corridos.

## Calendário
| G | Fase de grupos |

| Futsal    | Sáb 26 | Dom 27 | Seg 28 | Ter 29 | Qua 30 | Qui 31 | Sex 1 | Sáb 2 | Dom 3 | Seg 4 | Ter 5 | Qua 6 | Qui 7 | Sex 8 |
| --------- | ------ | ------ | ------ | ------ | ------ | ------ | ----- | ----- | ----- | ----- | ----- | ----- | ----- | ----- |
| Masculino | G      | G      | G      | G      | G      |        |       |       |       |       |       |       |       |       |
| Feminino  |        |        |        |        |        |        |       |       |       | G     | G     | G     | G     | G     |

## Participantes
Ao todo, onze equipes representando seis países se inscreveram, sendo que o Panamá inscreveu uma equipe apenas para o torneio masculino.
| - ARG Argentina (28) - BOL Bolívia (28) - COL Colômbia (28) | - PAN Panamá (14) - PAR Paraguai (28) - PER Peru (28) |

## Medalhistas
| Prova              | Ouro | Prata | Bronze |
| ------------------ | --- | --- | --- |
| Masculino detalhes | Andrés Reyes Angellott Caro Brayan Guette Camilo Gómez Carlos Ñáñez Felipe Echavarría Jhonatan Giraldo Jorge Cuervo Jorge Abril José Esteban Sánchez Mateo Zapata Richard Gutiérrez Yonathan Cárdenas Yulián Díaz COL Colômbia | Adán Román Carlos Espínola César Olmedo Enrique Franco Francisco Martínez Gabriel Giménez Hugo Martínez Joel Recalde Juan Morel Juan Pedrozo Julio Mareco René Villalba Richard Rejala Rodrigo Ayala PAR Paraguai | Andrés Santos Constantino Vaporaki Damián Stazzone Gabriel Ramírez Gonzalo Abdala Kevin Arrieta Lucas Farach Lucas Bolo Luciano Avellino Matías Edelstein Matías Starna Pablo Vidal Santiago Basile Sebastián Corso ARG Argentina |
| Feminino detalhes  | Angie Mina Angie Valbuena Carolina Arbeláez Daniela Montoya Diana Vélez Lady Andrade Laura Téllez Leidy Chica Leidy Puchigay Lorena Bedoya Myriam Alonso Naila Imbachi COL Colômbia                                            | Andrea Brítez Andrea Paola Brítez Claudia Romero Damia Cortaza Liz Sosa Mara Rolón Mara Talavera Mirta Pico Nadia Rodas Noelia Barrios Paola Cabrera Ruth Pérez Sol Escobar Vanessa Da Veiga PAR Paraguai         | Ana María Rivera Daniela Salguero Dayana Giménez Erika Colque Ivone Arancibia Karla Ticona María Gálvez Martha Chura Nancy Jamachi Neyza Flores Olga Sandoval Paola Cruz Patricia Fuentes Sonia Torihuano BOL Bolívia             |

## Quadro de medalhas
| Ordem | País          | Medalha de ouro | Medalha de prata | Medalha de bronze | Total | Ordem por total |
| ----- | ------------- | --------------- | ---------------- | ----------------- | ----- | --------------- |
| 1     | COL Colômbia  | 2               |                  |                   | 2     | 1               |
| 2     | PAR Paraguai  |                 | 2                |                   | 2     | 1               |
| 3     | ARG Argentina |                 |                  | 1                 | 1     | 3               |
|       | BOL Bolívia   |                 |                  | 1                 | 1     | 3               |
| TOTAL | TOTAL         | 2               | 2                | 2                 | 6     | —               |